# Barbara Liskov
Barbara Liskov, nata Huberman (7 novembre 1939), è un'informatica statunitense.
Attualmente è Ford Professor di Ingegneria nel dipartimento di Ingegneria elettronica ed Informatica al Massachusetts Institute of Technology.  
Barbara Liskov è la prima donna negli Stati Uniti ad aver ricevuto un dottorato in Computer Science.

## Biografia
Liskov nacque il 7 novembre 1939 a Los Angeles, California, da una famiglia ebrea. La primogenita di Jane (nata Dickhoff) e Moses Huberman, che in seguito avranno altri tre figli. Nel  1961 ha conseguito il Bachelor of Arts (BA) in Matematica alla University of California, Berkeley: nella sua classe vi era soltanto un'altra ragazza, gli altri alunni erano tutti ragazzi. Ottenuta la laurea triennale, Liskov presentò la propria candidatura a diversi programmi di dottorato in matematica, a Berkeley e Princeton. All'epoca Princeton non accettava studentesse donne in matematica. Fu accettata a Berkeley, ma alla fine non si iscrisse e si trasferì a Boston dove cominciò a lavorare per la Mitre Corporation. Fu lì che la sua passione per i computer e la programmazione emerse. Liskov lavorò al Mitre per un anno prima di intraprendere un lavoro da programmatrice ad Harvard dove si interessò di traduzioni di linguaggio. Successivamente decise di ritornare all'università e si candidò di nuovo a Berkeley, ma anche a Stanford e Harvard. Nel 1968, presso la Stanford University, è diventata la prima donna negli Stati Uniti a cui sia stato conferito un dottorato di ricerca (PhD) in Informatica, durante il quale lavorò con John McCarthy sull'intelligenza artificiale. Si dottorò con una tesi intitolata "A program to play chess endgames". A quel tempo, la maggior parte delle Università non avevano dipartimenti di Informatica e l'Università di Stanford era molto selettiva nel conferire lauree.
Barbara Liskov ha condotto molti progetti significativi, tra cui la progettazione e implementazione di CLU, il primo linguaggio di programmazione a fornire meccanismi per la definizione di tipi di dato astratti, Argus, il primo linguaggio di alto livello a supportare l'implementazione di programmi distribuiti, e Thor, un sistema di database orientato agli oggetti. Insieme a Jeannette Wing, ha sviluppato una particolare definizione di sottotipo, comunemente conosciuto come il Principio di sostituzione di Liskov.
La professoressa Liskov è membro della National Academy of Engineering e della American Academy of Arts and Sciences. È autrice di tre libri e oltre un centinaio documenti tecnici.

## Riconoscimenti
- Nel 2004 ha vinto la John von Neumann Medal per i "contributi fondamentali ai linguaggi di programmazione, metodologia di programmazione e sistemi distribuiti".
- Nel 2008 ha vinto il prestigioso Premio Turing per aver contribuito allo sviluppo dei linguaggi di programmazione e progettazione di sistemi, specialmente nel campo di astrazione dati, tolleranza degli errori e algoritmi di computazione distribuita.